# Björn Afzelius
Björn Svante Afzelius, född 27 januari 1947 i Stensholm i Hakarps församling i Jönköpings län, död 16 februari 1999 i Göteborg, var en svensk sångare, kompositör, textförfattare, romanförfattare och gitarrist. Han spelade i Hoola Bandoola Band men övergick sedan till en mycket framgångsrik solokarriär. Sammanlagt har han i Sverige och andra nordiska länder sålt cirka 2,5 miljoner album.

## Biografi

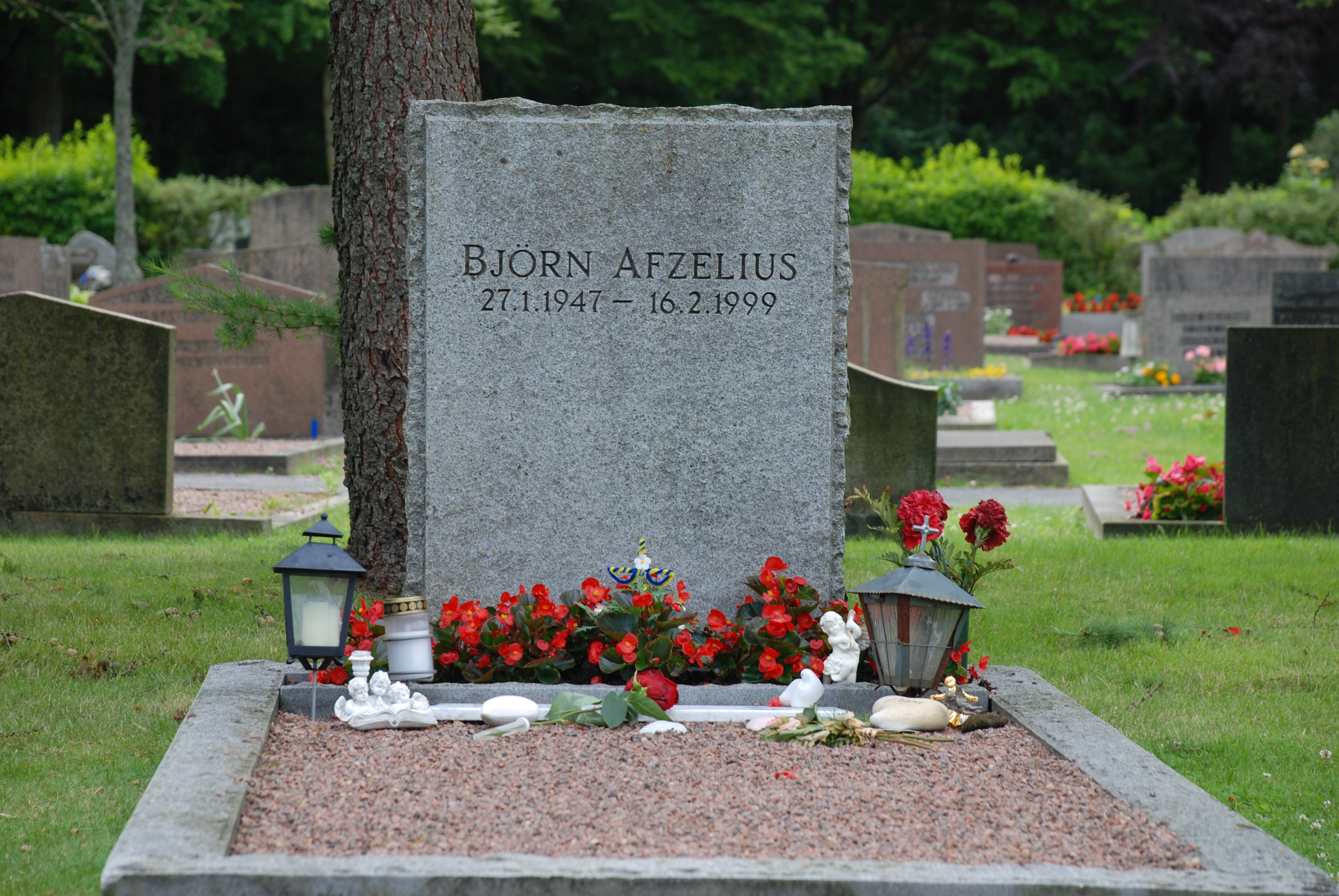
Björn Afzelius grav på Västra kyrkogården i Göteborg.

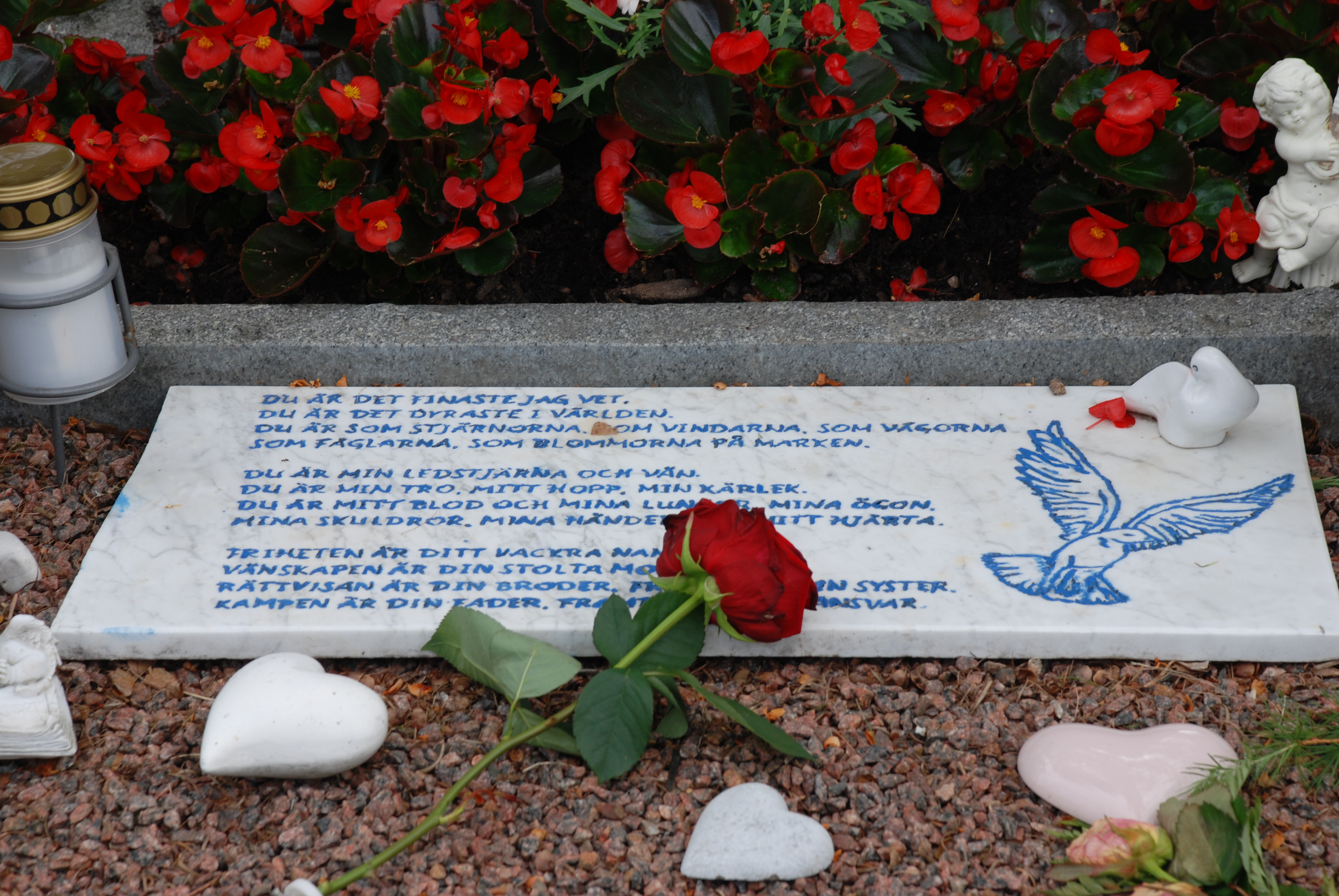
Minnesplattan på Björn Afzelius grav.

### Bakgrund
Afzelius föddes i Hakarp utanför Huskvarna (numera en del av Jönköpings kommun) i norra Småland som son till konstruktören Svante Afzelius (1923–1976) och Ulla Petersson (1926–1971). Hans enda syskon är brodern Bengt (född 1952). Familjen flyttade 1955 till Hökarängen i Stockholm, sedan faderns arbetsplats Stensholms Fabrik lagts ner. Efter en tid i Landskrona flyttade familjen vidare till Malmö. Afzelius tog 1968 studenten i Malmö och studerade sedan vid Lunds universitet. När hans andra soloalbum gavs ut 1976 flyttade han till Göteborg, som därefter förblev hans hemstad. Han hade ett andra hem i Castelvecchio di Rocca Barbena i den italienska regionen Ligurien, där han skrev många av sina sånger.
Björn Afzelius påverkades under sin uppväxt av flera andra musiker. I en av de biografiska texterna om honom nämner han att "Elvis Presley fick mej att börja sjunga, The Beatles att spela gitarr, Bob Dylan att bry mej om lyriken i rockmusiken och Mikael Wiehe att skriva egna sånger."

### Musikkarriären
Afzelius fick 1964 sin första gitarr (av märket Hagström) av sin far och bildade kort därefter sitt första band Moxie. I maj 1970 spelade Afzelius och Peter Clemmedson tillsammans med Per-Ove Kellgren och Jacques Werup i bandet Spridda Skurar i Lund. Tillsammans med Mikael Wiehe och Peter Clemmedson bildade han 1970 Hoola Bandoola Band, som kom att bli ett av de största inom proggrörelsen. Många av Afzelius texter är samhällskritiska och socialistiska, och Afzelius och Wiehe hade båda ett stort politiskt och socialt engagemang. De båda spelade ofta på stödgalor och välgörenhetskonserter. Latinamerika var en del av världen båda värnade om, och Afzelius skrev en känd lovsång till Kuba – "Tankar i Havanna" – under ett besök där.
Bob Dylan, Silvio Rodríguez och Anne Linnet tillhör de kompositörer/textförfattare som fått svensk text/översättning av Afzelius, men i regel skrev han själv både text och musik. 1974 släppte han sitt första soloalbum, Vem är det som är rädd?. Där ingick låten "Bläckfisken", som var hans första egna, men under de följande 25 åren skulle han skriva drygt 150 låtar. Han stannade kvar i Hoola Bandoola Band till 1976. Då inledde han en solokarriär med skivan För kung och fosterland, utgiven på skivbolaget Nacksving. Omslagsbilden med en halvnaken Afzelius togs av Marianne Lindberg De Geer när paret besökte föräldrahemmet i Malmö efter att hans far avlidit. Plattan blev mycket populär och bland annat Aftonbladet korade albumet till "Årets platta".
1978 följde Afzelius upp framgången med albumet Johnny Boy. 1980 inleddes perioden med gruppen Globetrotters med albumet Globetrotter. Globetrotters var resultatet av ett TV-program Afzelius skulle medverka i till vilket han delvis behövde några nya musiker. Det countryinspirerade albumet hade en hit i låten "Evelina" som även spelades av dansband i Sverige. Stefan Borsch sjöng 1982 in en av Afzelius kampsånger - "Till min kära", som blev en stor hit och gav honom en platinaskiva. Även "Sång till friheten" finns inspelad av Borsch. 1984 kom albumet Exil där Afzelius sjunger låten "Exil" som är baserad på hans upplevelser under uppväxten. Efter att hans första album mottagits väl av kritikerna fick hans senare album sämre kritik. Afzelius relation till svenska journalister var kylig, men i både Norge och särskilt Danmark var recensionerna lysande. Afzelius själv struntade i de svenska musikkritikerna och nöjde sig med responsen från publiken.
I valrörelsen 1985 var statsministerkandidaterna Socialdemokraternas Olof Palme och Moderaternas Ulf Adelsohn. Under valrörelsen sjöng Afzelius sången "Svarta gänget", där han gick hårt åt Moderaterna. Ulf Adelsohn ansåg att valrörelsen det året var hätsk, och sade sig senare minnas Afzelius som en extrem person som inte alltid valde sina ord.
1987 gick Afzelius skivbolag Transmission i konkurs, och han ville då starta ett nytt bolag. Han turnerade ensam med sin gitarr land och rike runt för att finansiera det nya bolaget Rebelle. Bolaget fick namn efter hans döttrar Rebecca, vars mor är Marianne Lindberg De Geer, och Isabelle.
Albumet Tusen bitar från 1990 blev Afzelius stora kommersiella genombrott och singeln "Tusen bitar" blev den stora hiten från albumet. Afzelius hade inte själv lyckats skriva någon passande avslutningslåt till sin sommarturné 1989, och köpte några kassettband på en bensinstation i Danmark. Där hittade han bland annat "Tusind stykker" med Anne Linnet, som han sedan översatte till "Tusen bitar". Den gav honom en grammy i Danmark för bästa utländska sångare och han uppträdde på Roskildefestivalens stora scen.

### Författande och senare karriär
1993 gav han ut romanen En gång i Havanna, en personlig uppgörelse med det politiska systemet på Kuba. Afzelius kommenterade själv romanen som ett svar på de känslor han fick när han inte längre kunde förneka det faktum att Kuba utvecklats till en diktatur. Efter att romanen släppts kunde Afzelius inte resa till Kuba. Afzelius förblev under hela sitt liv en stor vän till det kubanska folket och han kallade vid flera tillfällen Kuba sitt favoritland.
1996 återförenades Hoola Bandoola Band för en sommarturné. Man gjorde spelningar i bland annat Malmö, Landskrona och Göteborg. Sommaren 2011 återförenades bandet för ännu en sommarturné.

### Slutet
Sommaren 1997 spelade Afzelius akustiska trio Afzelius, Bygren & Råstam några kvällar på Slussens pensionat i Bohuslän. Han hade då halssmärtor och hösten 1997 konstaterade läkarna lungcancer. Någon månad senare släppte Afzelius sin cd Tankar vid 50. Afzelius ville inte att pressen skulle skriva om sjukdomen, men gav några intervjuer i samband med utgivningen av cd:n. Hösten 1997 berättade han för Mikael Wiehe om lungcancern; denne skrev då låten "Den jag kunde va", som Afzelius bad Wiehe att spela på hans begravning, vilket även skedde.
Afzelius avled i lungcancer den 16 februari 1999 på Sahlgrenska Universitetssjukhuset i Göteborg. Han är begravd på Västra kyrkogården i Göteborg.

### Övrigt
Afzelius var ÖIS-supporter. Bland annat skrev han avsnittet Att hålla på ÖIS är en fråga om livsfilosofi i boken Från A till ÖIS som utkom 1987 där han beskriver hur fadern tog med honom på hans första ÖIS-match i Stockholm våren 1959 då Örgryte spelade 2–2 mot Djurgården. Afzelius hade även ett stort intresse för boxning som ska ha skapats samma år i samband med Ingemar Johanssons VM-titel. Afzelius stora idrottsintresse visade sig också i att han var en kalenderbitare som hade koll på idrottstabeller.
År 2014 gjordes en dokumentärfilm om Afzelius, Tusen bitar. Till filmen gjorde Laleh en ny version av "Tusen bitar" som ledmotiv. Marianne Lindberg De Geers pjäs Johnny Boy på Stockholms Stadsteater från 2013 är baserad på Afzelius liv. Björn Afzelius fick 2019 en minnessten på Landskrona Walk of Fame. Stenen avtäcktes av vännen Mikael Wiehe.

## Musiktryck
- Afzelius, Björn: Björn Afzelius : 95 sånger. Stockholm: Warner/Chappell, 1996.

## Albumutgivning
Hoola Bandoola Band (1971–1975)
Soloalbum
- 1974 – Vem är det som är rädd?
- 1976 – För kung och fosterland
- 1978 – Johnny Boy
- 1979 – Bakom kulisserna
- 1979 – Another Tale to Tell
- 1984 – Afzelius; sång & gitarr (live)
- 1987 – Riddarna kring runda bordet
- 1988 – Don Quixote
- 1988 – En man, en röst, en gitarr (live)
- 1990 – Tusen bitar
- 1991 – Nidaros (live)
- 1992 – Afzelius, Bygren, Råstam (live)
- 1994 – Nära dej
- 1997 – Tankar vid 50
- 1999 – Elsinore

Globetrotters
- 1980 – Globetrotter
- 1982 – Danska nätter (live) (2 LP)
- 1982 – Innan tystnaden
- 1984 – Exil
- 1985 – Nio liv
- 1986 – Grande Finale (live) (2 LP)

Björn Afzelius & Mikael Wiehe
- 1986 – Björn Afzelius & Mikael Wiehe
- 2004 – Björn Afzelius & Mikael Wiehe 1993 - Malmöinspelningarna
- 2009 – Olympiska nätter (live) (3 cd + DVD)

Samlingsalbum
- 1988 – Björn Afzelius bästa vol 1
- 1988 – Björn Afzelius bästa vol 2
- 1995 – Björn Afzelius bästa vol 3
- 1996 – Björn Afzelius box (3 cd)
- 1998 – Den röda tråden, definitivt
- 2002 – Den röda tråden vol 1
- 2002 – Den röda tråden vol 2
- 2005 – Björn Afzelius bästa (2 cd)
- 2006 – Guldkorn
- 2006 – Sång till friheten (4 cd-box)

## Turnéer
- 1989 – Björn Afzelius live Hovdala slott

## Kända låtar
- "Doktor hjälplös" (1976)
- "Fröken Julie" (1976)
- "Balladen om K." (1979)
- "En kungens man" (1982)
- "Medan bomberna faller" (1982)
- "Sång till friheten" (1982)
- "Till min kära" (1982)
- "Hiroshima" (1984)
- "Ikaros" (1984)
- "Isabelle" (1984)
- "Dockhemmet" (1985)
- "Svarta gänget" (1985)
- "Odyssevs" (1987)
- "Rebecca" (1988)
- "Under Sions kalla stjärna" (1988)
- "Tusen bitar" (1990)
- "Du" (1994)
- "Född fri" (1997)
- "Farväl till släkt och vänner" (1999)

## Böcker
- 1993 – En gång i Havanna
- 1996 – 95 sånger